# Krustyho comeback
Krustyho comeback (v anglickém originále The Ten-Per-Cent Solution) je 8. díl 23. řady (celkem 494.) amerického animovaného seriálu Simpsonovi. Scénář napsali Deb Lacustová a Dan Castellaneta a díl režíroval Michael Polcino. V USA měl premiéru dne 4. prosince 2011 na stanici Fox Broadcasting Company a v Česku byl poprvé vysílán 31. května 2012 na stanici Prima Cool.

## Děj
Během jedné z epizod pořadu The Krusty the Clown Show jsou promítány tři kreslené filmy Itchy a Scratchy. To rozzlobí Krustyho, moderátora pořadu, protože si myslí, že hvězdou pořadu by měl být on, a ne postavičky Itchyho a Scratchyho. Simpsonovi mezitím navštíví televizní muzeum, které má být brzy uzavřeno. Po chvíli přijdou k výstavě, kde jsou vystavena Dobrodružství Tlusťocha Flanagana, což je jeden z Homerových oblíbených televizních pořadů. Tam rodinu osloví Annie Dubinsky, agentka herce, který hrál Tlusťocha Flanagana. Začnou si povídat a seznámí se. Ve studiu Kanálu 6 je během schůze správní rady Krusty vyhozen, protože „pro dnešní děti je nepříjemným klaunem, jehož každý odkaz si musí hledat na Wikipedii“, a protože se ukazuje, že Itchy a Scratchy jsou u dětí oblíbenější. Krusty jde za svým dosavadním agentem v naději, že získá novou práci, ale ten se na něj vykašle, protože dostal padáka. 
Poté, co Simpsonovi opustí muzeum, vydají se do Krusty Burgeru, kde objeví plačícího Krustyho. Povzbuzují ho, aby se vrátil, a informují ho, že potkali agentku, jež mu může pomoci. Když však všichni jdou do Anniiny kanceláře, Annie Krustyho okamžitě pozná a naštvaně zabouchne dveře dřív, než stihne vstoupit. Vyjde najevo, že to byla právě Annie, kdo Krustyho objevil, stal se jeho prvním agentem a byl zodpovědný za jeho vzestup k úspěchu. Měli spolu také romantický vztah. Jakmile však Krusty dosáhl slávy, vyhodil Annie a nahradil ji uznávanější agentkou, v důsledku čehož jejich vztah skončil. Když se vrátí do současnosti, prosí ji, aby ho vzala zpět jako klienta, a ona nakonec souhlasí. 
Krusty začne předvádět své klaunské kousky v divadle před dospělými, a ne před dětmi jako dříve. Annie totiž ví, že dospělé nic nebaví víc než věci, které se jim líbily v dětství. Představení jsou chválena diváky i kritikou a Krusty s Annie opět navazují vztah. Brzy prémiová kabelová televize HBOWTIME (zjevné mísení z HBO a Showtime) poskytne Krustymu vlastní pořad a Annie je na jeho žádost najata jako producentka. Hvězdy seriálu Entourage, jako je Kevin Dillon, se stávají Krustyho asistenty. Vedení televize se brzy začne na Annie zlobit, že se do pořadu příliš vměšuje. Například odmítá, aby se v pořadu objevila Janeane Garofalová jen proto, že Garofalová je vtipnější než Krusty. Vedení se rozhodne Annie vyhodit, ale Krusty odmítá pokračovat bez ní. Dvojice se proto obrátí na jinou televizní stanici, kde začne vysílat pořad s názvem Sex po šedesátce, jehož jsou hvězdami.

## Produkce
Díl napsali Dan Castellaneta, který v Simpsonových namlouvá postavy Homera a Krustyho, a jeho manželka Deb Lacustová. V epizodě hostuje americká komička a herečka Joan Riversová, která v ní ztvárnila Annie a své repliky nahrála v březnu 2011. V rozhovoru pro E! News tehdy Riversová poznamenala, že to není její první animovaná hlasová role, i když je zatím její největší. Dále dodala, že je fanouškem seriálu, protože je „tak chytrý a tak vtipný na mnoha úrovních. Takže když mi zavolali a řekli: ‚Chceš to dělat?‘, aniž bych si přečetla scénář, řekla jsem: ‚Rozhodně.‘.“ Adam Buckman, bývalý televizní publicista New York Post, na svém blogu poznamenal, že příběh dílu je podobný období Riversové života na konci 80. let. V té době moderovala pořad The Late Show Starring Joan Rivers na stanici Fox. Když se Riversová postavila vedení Foxu, které chtělo vyhodit jejího manžela Edgara Rosenberga jako výkonného producenta pořadu, televize je oba vyhodila. Rosenberg o tři měsíce později spáchal sebevraždu. Buckman napsal, že příběh dílu byl „nepochybně vymyšlen se souhlasem Riversové a možná i s jejím přispěním“ a že „pouze komik jejího formátu a zkušeností“ by se pokusil o parodii na osobní tragédii, jako je tato. Mezi další hostující hvězdy v epizodě patří herec Kevin Dillon a stand-up komička Janeane Garofalová jako oni sami a stand-up komik Jackie Mason v menší roli Krustyho otce, který pronesl pouze jednu větu.

## Kulturní odkazy
V epizodě se objevuje několik odkazů na populární kulturu, včetně meta-odkazu na seriál Simpsonovi. Tři kreslené filmy Itchy a Scratchy, které jsou promítány na začátku epizody, když Krusty uvádí svůj pořad, jsou parodiemi na filmy vydané v roce 2010: první z nich, nazvaný Kočičí řeč, je parodií na Královu řeč; druhý, nazvaný Sociální mazlíček, paroduje Sociální síť v tom smyslu, že děj je částečně vysvětlen pomocí obrazovek obsahujících pouze text; a poslední, nazvaný Černá a modrá labuť, odkazuje na Černou labuť. Po promítnutí všech tří kreslených filmů Krusty pronese narážku na to, jak dlouho trvá výroba jedné epizody Simpsonových – proto mohou být kulturní odkazy v seriálu často považovány za zastaralé. Mezi popkulturní narážky v televizním muzeu patří krátké vystoupení hlavních postav animovaného seriálu Tatík Hill a spol. v podobě kartonových výřezů, které jsou sundávány v procesu podobném zahájení seriálu, exponát věnovaný sitcomu The Beverly Hillbillies a promítání jednoho z Homerových oblíbených televizních pořadů Fatso Flanagan, který je napodobeninou sitcomu The Honeymooners.
Hudba, jež hraje během parodie na Královu řeč, je „Symfonie č. 7“ od Ludwiga van Beethovena a během parodie na Černou labuť zazní hudební skladba z baletu Labutí jezero. Pro vizuální gag Tatíka Hilla a spol. získal štáb Simpsonových práva na použití skutečné znělky z tohoto seriálu. Hudba hrající, když Krusty předvádí svou novou show před dospělými v divadle, je směsicí staré Krustyho znělky a znělky z Playboye After Dark, televizního pořadu, který moderoval Hugh Hefner a který se začal vysílat v 60. letech 20. století a představoval večírky z klubu Playboy. Tuto hudební kombinaci složil Alf Clausen poté, co s návrhem přišel hudební redaktor Simpsonových Chris Ledesma. Na svém blogu Ledesma napsal, že znělka pro Playboy After Dark „byla cool a jazzová a přesně odpovídala své době. Alfova pocta tomuto tématu, zabalená do Krustyho znělky, byla vskutku velmi chytrá.“

## Vydání a přijetí
Díl se původně vysílal na stanici Fox ve Spojených státech 4. prosince 2011 a během tohoto vysílání ho sledovalo přibližně devět milionů lidí. V demografické skupině dospělých ve věku 18–49 let získala epizoda rating 4,0 Nielsen (což je o 54 % více než předchozí díl) a 10% podíl. Vysoká sledovanost byla výsledkem toho, že epizodě předcházel populární zápas Národní fotbalové ligy. Simpsonovi se ten večer stali nejlépe hodnoceným pořadem v rámci bloku Animation Domination stanice Fox, a to jak z hlediska celkové sledovanosti, tak v demografické skupině 18–49. V týdnu od 28. listopadu do 4. prosince 2011 se díl umístil na sedmém místě v žebříčku sledovanosti mezi všemi pořady vysílanými v hlavním vysílacím čase v demografické skupině 18–49.
Po odvysílání epizoda získala od kritiků smíšené až pozitivní hodnocení. Hayden Childs z The A.V. Clubu chválil volbu hostující Riversové, protože byla schopna „uplatnit svůj charakteristický humor ve světě Simpsonových, aniž by se zmocnila děje nebo satiry“. Také poznamenal, že ačkoli se rodina Simpsonových neobjevuje ve velké míře, „Krusty je tak velkou součástí vedlejšího obsazení, že tuto epizodu dobře táhne. I když se může zdát trochu legrační, že Castellaneta, který Krustyho namluvil, napsal tak velkou roli sám pro sebe, je to také důkazem jeho empatie ke Krustymu, že tato epizoda jednak prohlubuje naše porozumění Krustymu a jednak mu vlastně umožňuje organický růst jako postavě.“ Josh Harrison z Ology podobně chválil Krustyho comeback za to, že má „několik Krustyho skvělých momentů a několik spojovacích hostujících hvězd“. Jako „chytré“ označil i vizuální gagy v epizodě. Harrison svou recenzi uzavřel tím, že ačkoli díl „nebyl zlatým hřebem Simpsonových, byla to skvělá příležitost zaměřit se na vedlejší postavu a příležitost pro Joan Riversovou, aby, ehm, byla Joan Riversovou. Dovedu si představit, že vaše hodnocení epizody může být do značné míry založeno na vašem názoru na hostující hvězdu. A to je řečeno? Já jsem si to užil.“
Jason Hughes z AOL TV byl negativnější a kritizoval epizodu za „měkký přístup“ k televiznímu průmyslu, když „měla šanci na ostrou satiru“. Upřesnil, že autoři „se trochu bavili tím, že mluvili o zasahování televizních sítí do pořadů – stejně jako o agentech, kteří se snaží kontrolovat obsah, jako když Joan Riversová vyrazila Janeane Garofalovou za to, že byla vtipnější než Krusty – a o rozdílech mezi původním kabelovým a vysílaným programem. Ale měli potenciál, který měli, aby učinili několik odvážných prohlášení o televizi a o tom, jak průmysl funguje v celém rozsahu, a prostě to neudělali.“ Hughesovi se však líbilo vystoupení Tatíka Hilla a spol., které označil za „zábavné přitakání“.
Další kritika přišla od konzervativní organizace Parents Television Council, která Simpsonovy označila za „nejhorší televizní pořad týdne“, protože Krustyho comeback obsahuje „obsah nevhodný pro rodinnou hodinu“. Organizace napsala, že „upřímné sexuální dialogy si zaslouží rating TV-14, ale epizoda byla ohodnocena jako TV-PG. Vedení stanice Fox jistě ví, že téměř nic, co vyjde z úst Joan Riversové, nemá rating PG, ale přesto se rozhodli pořad ohodnotit nevhodně, čímž zaslepili rodiče a děti hrubým obsahem.“ PTC uvedla příklady, kdy Annie říkala, že každý večer ve svých začátcích se Krusty „válel (mezi diváky) v uličkách, po čemž následovalo válení se v seně se mnou“, a že „dnešní děti jsou méně citlivé než armádní kondom. V televizi toho vidí víc než moje matka o svatební noci. A dalších padesát let si na to nestěžují.“